# Seznam větrných elektráren v Česku

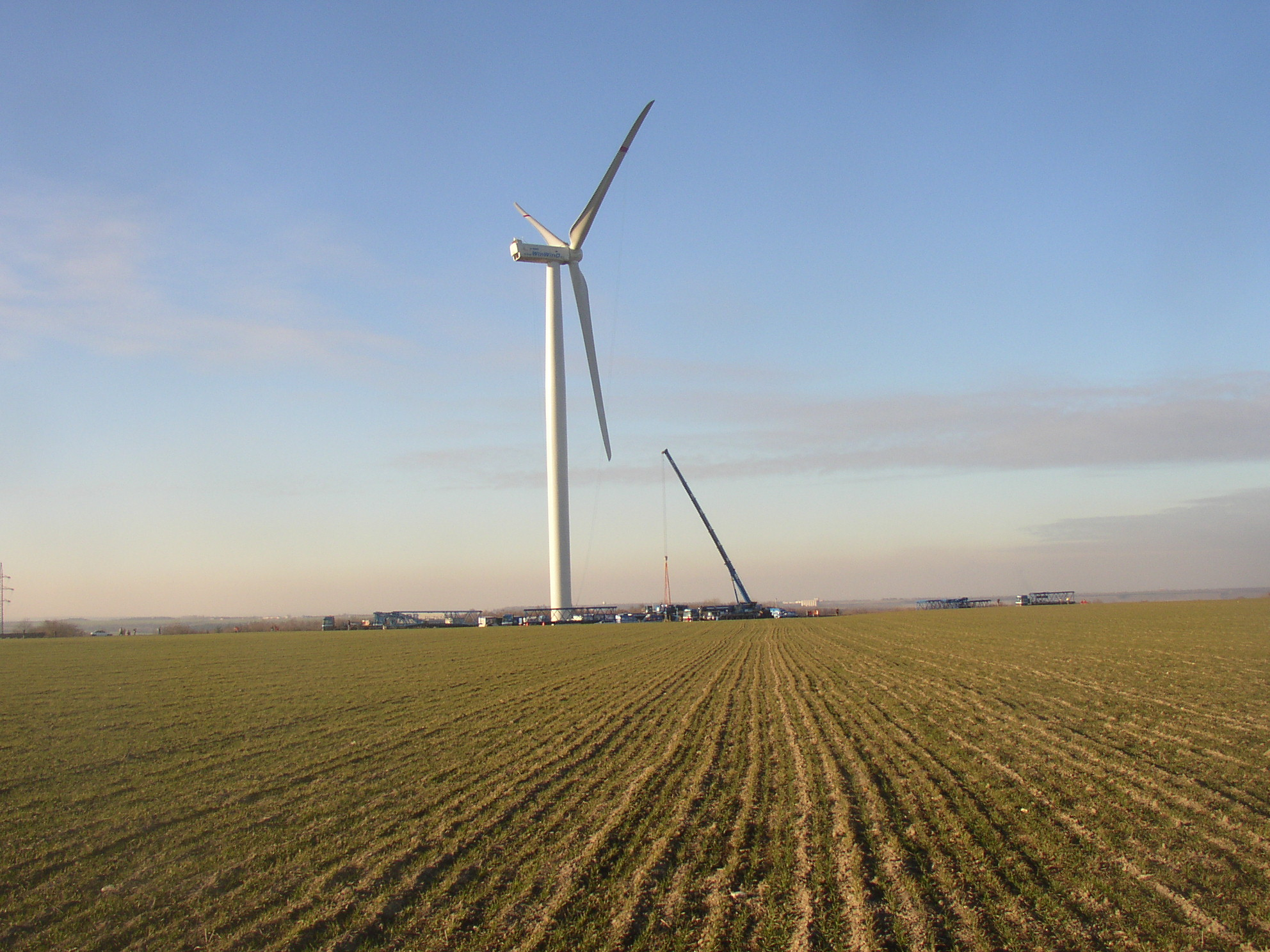
Pchery, okres Kladno. Demontáž jeřábu při dokončování dosud nejvýkonnější větrné elektrárny v Česku (únor 2008)

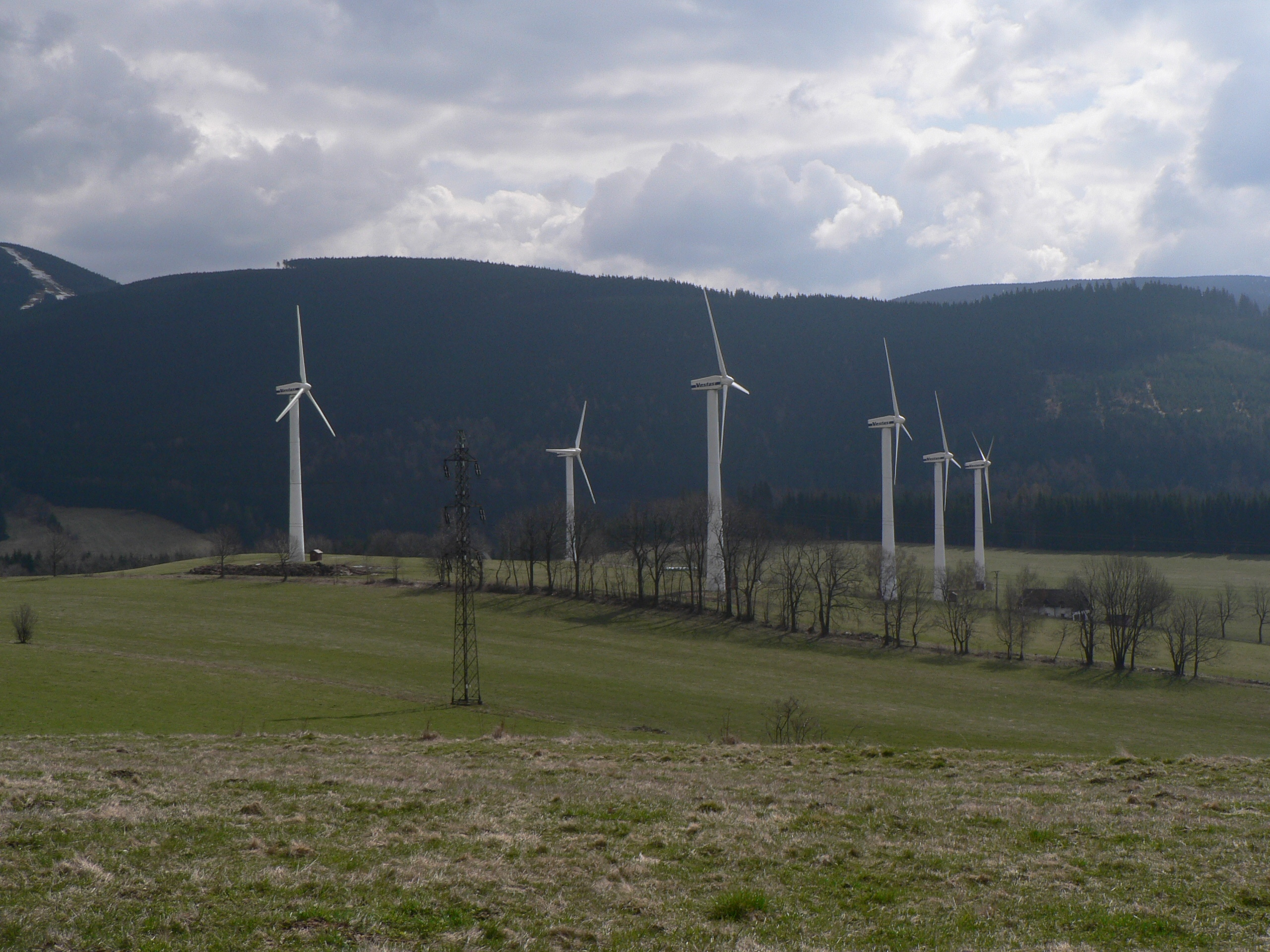
Větrné elektrárny u Ostružné, Jesenicko

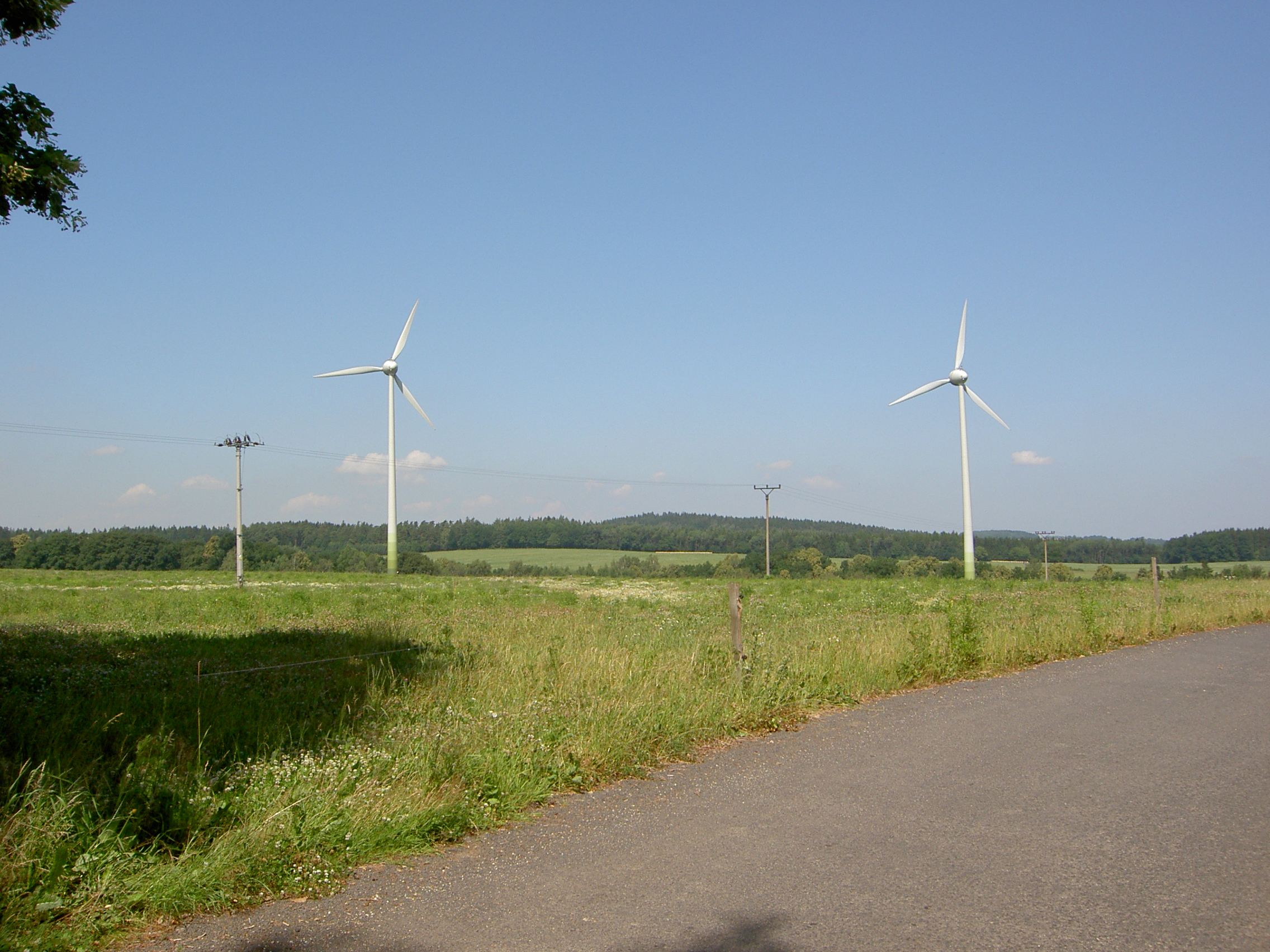
Větrné elektrárny v Jindřichovicích pod Smrkem

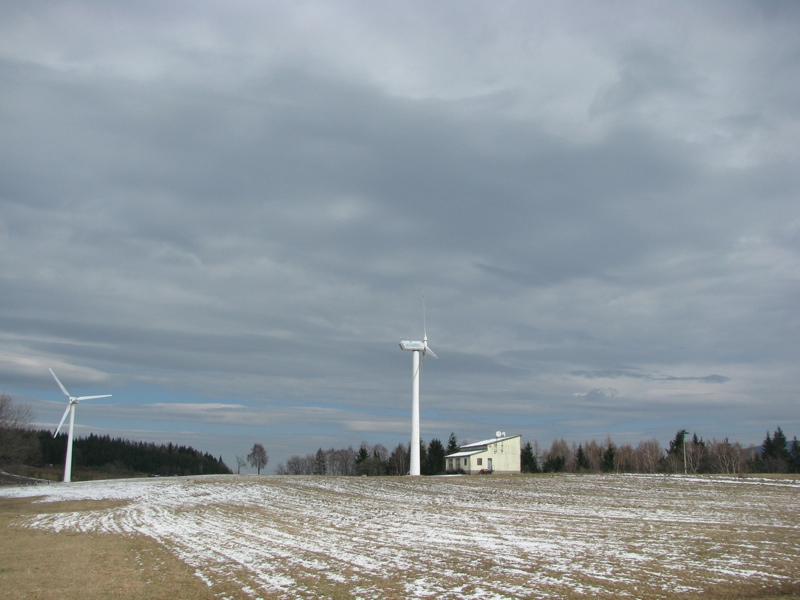
Větrná elektrárna v Novém Hrádku

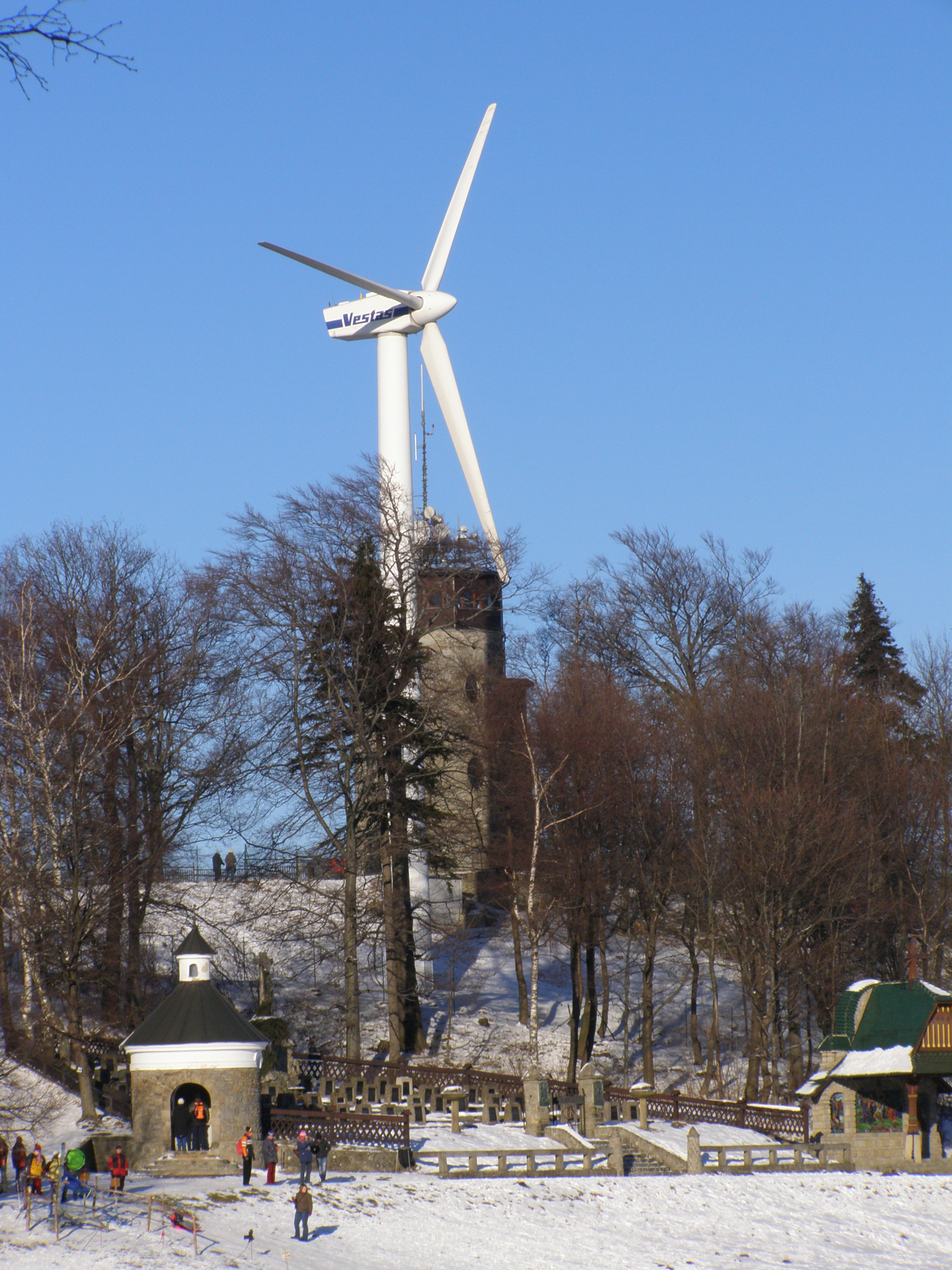
Větrná elektrárna na Hostýně

V tomto seznamu jsou uvedeny větrné elektrárny a větrné farmy v Česku. Zahrnuty jsou všechny elektrárny s instalovaným výkonem vyšším než 100 kW. Celkový instalovaný výkon větrných elektráren registrovaných Energetickým regulačním úřadem v České republice k prosinci 2023 byl 342 MW (v roce 2023 nárůst o 3 MW, tj. 0,9 %) a za rok 2023 vyrobily 701 GWh elektřiny (v roce 2022 614 GWh).
| Lokalita                             | Kraj v ČR            | Počet turbín | Celkový instalovaný výkon [MW] | Rok uvedení do provozu | Souřadnice                                      |
| ------------------------------------ | -------------------- | ------------ | ------------------------------ | ---------------------- | ----------------------------------------------- |
| Kryštofovy Hamry                     | Ústecký kraj         | 21           | 42                             | 2007                   | 50°26′45″ s. š., 13°9′3″ v. d.                  |
| Václavice                            | Liberecký kraj       | 13           | 26,1                           | 2017                   | 50°51′45″ s. š., 14°56′36″ v. d.                |
| Horní Loděnice                       | Olomoucký kraj       | 9            | 18                             | 2009                   | 49°45′26″ s. š., 17°22′2″ v. d.                 |
| Jindřichovice                        | Karlovarský kraj     | 7            | 15,82                          | 2019                   |                                                 |
| Červený kopec                        | Moravskoslezský kraj | 6            | 13,8                           | 2012                   | 49°47′46″ s. š., 17°31′17″ v. d.                |
| Andělka                              | Liberecký kraj       | 7            | 14,35                          | 2012, 2014             | 50°59′34″ s. š., 14°59′7″ v. d.                 |
| Jívová                               | Olomoucký kraj       | 5            | 11,3                           | 2024                   |                                                 |
| Horní Paseky                         | Karlovarský kraj     | 5            | 10                             | 2012                   | 50°13′36″ s. š., 12°16′4″ v. d.                 |
| Jindřichovice                        | Karlovarský kraj     | 4            | 9,2                            | 2010                   | 50°15′36″ s. š., 12°37′26″ v. d.                |
| Moravice                             | Moravskoslezský kraj | 2            | 4,5                            | 2023                   | 49°51′31″ s. š., 17°44′28″ v. d.                |
| Nová Ves v Horách II. – Strážný Vrch | Ústecký kraj         | 4            | 8                              | 2005                   | 50°35′40″ s. š., 13°29′27″ v. d.                |
| Krásná                               | Karlovarský kraj     | 4            | 8                              | 2009                   | 50°15′19″ s. š., 12°6′31″ v. d.                 |
| Rusová                               | Ústecký kraj         | 3            | 7,5                            | 2006                   | 50°27′2″ s. š., 13°10′44″ v. d.                 |
| Vrbice                               | Karlovarský kraj     | 3            | 6,95                           | 2010, 2024             | 50°9′24″ s. š., 13°13′25″ v. d.                 |
| Nové Město – Vrch Tří pánů           | Ústecký kraj         | 3            | 6                              | 2006                   | 50°40′53″ s. š., 13°41′42″ v. d.                |
| Pchery                               | Středočeský kraj     | 2            | 6                              | 2008                   | 50°11′51″ s. š., 14°7′52″ v. d.                 |
| Pavlov                               | Kraj Vysočina        | 4            | 5,7                            | 2006                   | 49°15′6″ s. š., 15°33′12″ v. d.                 |
| Anenská Studánka                     | Pardubický kraj      | 5            | 5,25                           | 2006                   | 49°50′28″ s. š., 16°32′55″ v. d.                |
| Žipotín                              | Pardubický kraj      | 4            | 5,2                            | 2006                   | 49°46′36″ s. š., 16°46′12″ v. d.                |
| Kopřivná                             | Olomoucký kraj       | 2            | 4,6                            | 2013                   | 50°2′52″ s. š., 16°57′51″ v. d.                 |
| Damnov                               | Plzeňský kraj        | 2            | 4,52                           | 2019                   |                                                 |
| Sádek u Dívčího Hradu                | Moravskoslezský kraj | 2            | 4,5                            | 2025                   |                                                 |
| Hora Svatého Šebestiána              | Ústecký kraj         | 3            | 4,5                            | 2008                   | 50°30′11″ s. š., 13°14′47″ v. d.                |
| Melč                                 | Moravskoslezský kraj | 4            | 8,9                            | 2018, 2023             | 49°51′39″ s. š., 17°45′55″ v. d.                |
| Žipotín                              | Pardubický kraj      | 1            | 4,26                           | 2023                   |                                                 |
| Břežany u Znojma                     | Jihomoravský kraj    | 5            | 4,25                           | 2005                   | 48°52′59″ s. š., 16°22′12″ v. d.                |
| Klíny                                | Ústecký kraj         | 2            | 4                              | 2007                   | 50°38′16″ s. š., 13°32′37″ v. d.                |
| Veselí u Oder                        | Moravskoslezský kraj | 2            | 4                              | 2007                   | 49°38′47″ s. š., 17°47′30″ v. d.                |
| Horní Částkov I.                     | Karlovarský kraj     | 2            | 4                              | 2009                   | 50°10′58″ s. š., 12°30′16″ v. d.                |
| Horní Částkov II.                    | Karlovarský kraj     | 2            | 4                              | 2010                   | 50°11′9″ s. š., 12°31′6″ v. d.                  |
| Janov                                | Pardubický kraj      | 2            | 4                              | 2009                   | 49°50′ s. š., 16°22′14″ v. d.                   |
| Věžnice                              | Kraj Vysočina        | 2            | 4,1                            | 2009                   | 49°31′30″ s. š., 15°41′59″ v. d.                |
| Habartov                             | Karlovarský kraj     | 2            | 4                              | 2009                   | nejspíše se jedná o Horní Částkov I. - viz výše |
| Hranice u Aše                        | Karlovarský kraj     | 2            | 4                              | 2012                   | 50°19′2″ s. š., 12°10′13″ v. d.                 |
| Karle                                | Pardubický kraj      | 3            | 3,75                           | 2009                   | 49°44′39″ s. š., 16°23′15″ v. d.                |
| Lysý vrch u Albrechtic               | Liberecký kraj       | 6            | 3,1                            | 2004                   | 50°51′57″ s. š., 15°0′7″ v. d.                  |
| Protivanov                           | Olomoucký kraj       | 2            | 3                              | 2005                   | 49°28′36″ s. š., 16°51′8″ v. d.                 |
| Ostružná                             | Olomoucký kraj       | 6            | 3                              | 1994                   | 50°10′52″ s. š., 17°2′42″ v. d.                 |
| Nová Ves v Horách I.                 | Ústecký kraj         | 2            | 3                              | 2003                   | 50°35′44″ s. š., 13°29′36″ v. d.                |
| Zlatá Olešnice                       | Královéhradecký kraj | 3            | 9                              | 2014                   | 50°37′8″ s. š., 15°58′27″ v. d.                 |
| Vítězná                              | Královéhradecký kraj | 1            | 3                              | 2014                   | 50°30′10″ s. š., 15°47′57″ v. d.                |
| Trojmezí u Hranic                    | Karlovarský kraj     | 3            | 2,7                            | 2008                   | 50°18′56″ s. š., 12°9′5″ v. d.                  |
| Drahany                              | Olomoucký kraj       | 1            | 2                              | 2006                   | 49°26′30″ s. š., 16°54′14″ v. d.                |
| Maletín                              | Olomoucký kraj       | 1            | 2                              | 2008                   | 49°48′26″ s. š., 16°47′17″ v. d.                |
| Bantice                              | Jihomoravský kraj    | 1            | 2                              | 2008                   | 48°52′5″ s. š., 16°9′54″ v. d.                  |
| Stará Libavá                         | Olomoucký kraj       | 1            | 2                              | 2007                   | 49°47′18″ s. š., 17°31′6″ v. d.                 |
| Lipná                                | Olomoucký kraj       | 1            | 2                              | 2008                   | 49°40′4″ s. š., 17°42′12″ v. d.                 |
| Kámen                                | Kraj Vysočina        | 1            | 2                              | 2007                   | 49°43′35″ s. š., 15°30′25″ v. d.                |
| Mníšek                               | Ústecký kraj         | 1            | 2                              | 2007                   | 50°37′21″ s. š., 13°30′42″ v. d.                |
| Pohledy                              | Pardubický kraj      | 1            | 2                              | 2007                   | 49°41′35″ s. š., 16°32′42″ v. d.                |
| Petrovice (okres Ústí nad Labem) I.  | Ústecký kraj         | 1            | 2                              | 2005                   | 50°46′38″ s. š., 13°59′ v. d.                   |
| Petrovice (okres Ústí nad Labem) II. | Ústecký kraj         | 1            | 2                              | 2007                   | 50°46′39″ s. š., 13°59′19″ v. d.                |
| Tulešice                             | Jihomoravský kraj    | 1            | 2                              | 2009                   | 49°2′46″ s. š., 16°11′24″ v. d.                 |
| Nová Ves v Horách III.               | Ústecký kraj         | 1            | 2                              | 2007                   | 50°35′36″ s. š., 13°29′21″ v. d.                |
| Hať                                  | Moravskoslezský kraj | 2            | 4,2                            | 2012                   | 49°57′37″ s. š., 18°14′50″ v. d.                |
| Habartice u Krupky                   | Ústecký kraj         | 2            | 4,1                            | 2010                   | 50°43′3″ s. š., 13°51′52″ v. d.                 |
| Kobylá nad Vidnavkou                 | Olomoucký kraj       | 1            | 2,2                            | 2018                   | 50°21′44″ s. š., 17°6′33″ v. d.                 |
| Oldrišov                             | Moravskoslezský kraj | 1            | 2                              | 2014                   | 50°0′16″ s. š., 17°57′58″ v. d.                 |
| Zlatá Olešnice                       | Královéhradecký kraj | 1            | 2                              | 2014                   | 50°37′27″ s. š., 15°58′1″ v. d.                 |
| Dětřichov                            | Liberecký kraj       | 1            | 2                              | 2014                   |                                                 |
| Zlatá Olešnice III.                  | Královéhradecký      | 1            | 2                              | 2018                   | 50°37′38″ s. š., 15°57′38″ v. d.                |
| Horní Řasnice                        | Liberecký kraj       | 1            | 1,8                            | 2012                   | 50°57′40″ s. š., 15°12′45″ v. d.                |
| Rozstání                             | Olomoucký kraj       | 1            | 1,8                            | 2011                   | 49°23′16″ s. š., 16°51′7″ v. d.                 |
| Nový Hrádek                          | Královéhradecký kraj | 4            | 1,6                            | 1995                   |                                                 |
| Čižebná – Nový Kostel                | Karlovarský kraj     | 4            | 1,815                          | 2004                   | 50°13′47″ s. š., 12°27′38″ v. d.                |
| Loučná                               | Ústecký kraj         | 3            | 1,8                            | 2004                   | 50°25′26″ s. š., 12°59′38″ v. d.                |
| Krásný Les                           | Liberecký kraj       | 1            | 1,5                            | 2013                   | 50°55′46″ s. š., 15°9′19″ v. d.                 |
| Hraničné Petrovice                   | Olomoucký kraj       | 2            | 1,7                            | 2005                   | 49°43′47″ s. š., 17°24′3″ v. d.                 |
| Jindřichovice pod Smrkem             | Liberecký kraj       | 2            | 1,2                            | 2003                   | 50°57′55″ s. š., 15°14′30″ v. d.                |
| Brodek u Konice                      | Olomoucký kraj       | 2            | 1,2                            | 2007                   | 49°32′38″ s. š., 16°49′22″ v. d.                |
| Mravenečník (Hrubý Jeseník)          | Olomoucký kraj       | 3            | 1,165                          | 1998                   | 50°5′7″ s. š., 17°8′39″ v. d.                   |
| Boží Dar III.                        | Karlovarský kraj     | 1            | 0,8                            | 2010                   |                                                 |
| Dožice                               | Plzeňský kraj        | 1            | 0,8                            | 2013                   | 49°31′36″ s. š., 13°42′42″ v. d.                |
| Boží Dar – Neklid                    | Karlovarský kraj     | 2            | 0,66                           | 2007                   | 50°24′13″ s. š., 12°56′43″ v. d.                |
| Žipotín – Solitary                   | Pardubický kraj      | 1            | 0,6                            | 2006                   |                                                 |
| Mladoňov                             | Olomoucký kraj       | 1            | 0,5                            | 1992                   | 49°55′6″ s. š., 17°5′14″ v. d.                  |
| Nová Ves v Horách                    | Ústecký kraj         | 1            | 0,32                           | 1994                   |                                                 |
| Velká Kraš                           | Olomoucký kraj       | 1            | 0,225                          | 1994                   | 50°21′43″ s. š., 17°6′47″ v. d.                 |
| Hostýn                               | Zlínský kraj         | 1            | 0,225                          | 1994                   | 49°22′48″ s. š., 17°42′6″ v. d.                 |
| Protivanov                           | Olomoucký kraj       | 1            | 0,1                            | 2002                   | 49°28′58″ s. š., 16°51′2″ v. d.                 |

Poznámka: Rok uvedení do provozu znamená postavení první elektrárny v dané lokalitě. Počet turbín označuje, kolik větrných turbín (větrných generátorů) se nachází ve větrné farmě, nebo se nacházelo v době ukončení provozu. Pokud není uvedeno jinak, jsou údaje převzaty ze seznamu České společnosti pro větrnou energii.

## Připravované a ve stavbě
Tato tabulka obsahuje elektrárny, jejichž výstavba probíhá nebo se plánuje.
| Název                                 | Provozovatel                        | Místo             | Instalovaný výkon (MW) | Předpokládané zprovoznění | Reference     |
| ------------------------------------- | ----------------------------------- | ----------------- | ---------------------- | ------------------------- | ------------- |
| VTE Lomnice-Ryžoviště                 | RWC VTE 08 s.r.o.                   | Lomnice           | 105,4                  | 2029                      | [ 29 ] [ 30 ] |
| Větrný park Ralsko                    | ČEZ PV & Wind a.s.                  | Ralsko            | 90,0+                  | 2029                      | [ 31 ] [ 32 ] |
| VTE Velká Štáhle                      | RWC VTE 10 s.r.o.,                  | Velká Štáhle      | 62,0+                  | 2029                      | [ 30 ]        |
| Větrný park Řasnice                   | Web Větrná energie s.r.o.           | Dolní Řasnice     | 29,4+                  | 2027+                     | [ 33 ] [ 34 ] |
|                                       | NOHO Energy Vojtěchov s.r.o.        |                   | 24,8                   | 2028                      | [ 35 ] [ 36 ] |
| Větrný park Hradčany-Kobeřice         | Meridian Nová Energie s.r.o.        | Hradčany-Kobeřice | 22.4+                  | 2026+                     | [ 37 ] [ 38 ] |
|                                       | SMARTTECH s.r.o.                    |                   | 21,0                   | 2028                      | [ 35 ] [ 36 ] |
|                                       | VTE Vrbice alfa s.r.o               |                   | 18,0                   | 2027                      | [ 39 ] [ 40 ] |
| VTE Blížkovice                        | ADI Heat & Power a.s.               | Blížkovice        | 18,0+                  |                           | [ 41 ] [ 42 ] |
| VTE Beřovice                          | Meridian Nová Energie s.r.o.        | Beřovice          | 16,6+                  |                           | [ 43 ]        |
| Větrný park Oderské vrchy B           | RenoProjekt, a.s.                   |                   | 15,8                   | 2026                      | [ 44 ]        |
|                                       | VTE Paseka s.r.o.                   |                   | 12,78                  | 2028                      | [ 35 ] [ 36 ] |
| VTE Anenská Studánka                  | NOHO Energy Anenská Studánka s.r.o. | Anenská Studánka  | 12,2                   | 2027                      | [ 45 ] [ 46 ] |
|                                       | EEH 2 s.r.o.                        |                   | 12,0                   | 2027                      | [ 47 ] [ 48 ] |
| VTE Břežany                           | WEB VP Břežany, s.r.o.              | Břežany           | 10,2                   | 2025                      | [ 49 ] [ 48 ] |
|                                       | VTE Maletín s.r.o.                  |                   | 6,6                    | 2025                      | [ 47 ] [ 48 ] |
|                                       | VTE Hynčina I s.r.o.                |                   | 6,25                   | 2027                      | [ 45 ] [ 46 ] |
|                                       | VTE Hynčina s.r.o                   |                   | 6,25                   | 2027                      | [ 45 ] [ 46 ] |
|                                       | VTE Hořany s.r.o.                   |                   | 6,25                   | 2027                      | [ 45 ] [ 46 ] |
|                                       | HYBLER WIND s.r.o                   |                   | 6,0                    | 2027                      | [ 35 ] [ 36 ] |
| Větrné elektrárny Potštát - Lipná III | ROTEKO Invest a.s.                  | Potštát           | 4,4                    | 2025+                     | [ 44 ] [ 50 ] |
| Větrná elektrárna Jindřichov          | RenoProjekt, a.s.                   | Jindřichov        | 2,7                    | 2027                      | [ 44 ]        |
| Větrná elektrárna Kyžlířov            | RenoProjekt, a.s.                   | Kyžlířov          | 2,7                    | 2027                      | [ 44 ]        |